# The Abyss: Incident at Europa
The Abyss: Incident at Europa là tựa game phiêu lưu năm 1998 của hãng Sound Source Interactive, dựa trên bộ phim khoa học viễn tưởng The Abyss năm 1989 của James Cameron.
Adobe Photoshop được sử dụng để chỉnh sửa nội dung đồ họa.
Trò chơi lấy bối cảnh sáu năm sau bộ phim, là dạng game phiêu lưu thời gian thực được chơi từ góc nhìn thứ nhất.
Retro Gaming Magazine cho rằng "trò chơi này không tệ như nhiều người nghĩ". PC Joker đã chấm cho game số điểm là 39% và GamesMania thì cho hẳn 40%. PC Gamer cho biết "mức độ thất vọng sẽ nhanh chóng khiến nhiều game thủ thiếu kinh nghiệm nhanh chóng bỏ cuộc". Just Adventure cảm thấy mức độ bắn súng quá ít đối với fan hâm mộ thể loại game hành động nhưng lại quá nhiều đối với fan hâm mộ thể loại game phiêu lưu. The AV Vault cho rằng game có "đồ họa khối ô vuông trông lỗi thời [và] giá trị sản xuất thấp".
CD-Action viết rằng "The Abyss không ai sánh kịp và sẽ khiến bạn ngạc nhiên với độ tinh xảo của nó". Power Play Magazine cho rằng tựa game này được làm phong phú thêm nhờ các yếu tố hành động và giải đố "bất thường".